# ويليام توماس مارشال
ويليام توماس مارشال (بالإنجليزية: William Thomas Marshall)‏ هو عسكري جنوب أفريقي، ولد في 5 ديسمبر 1854 في Newark-on-Trent ‏ في المملكة المتحدة، وتوفي في 11 سبتمبر 1920 في كيركالدي في المملكة المتحدة.